# Парижский договор (1259)
Парижский договор — договор, заключённый 4 декабря 1259 года в Париже между королём Франции Людовиком IX и королём Англии Генрихом III.
Согласно этому договору, Генрих отказался от контроля над Нормандией (кроме Нормандских островов), графства Мэн, Анжу и Пуату. Взамен французы отказывались от прав на Сентонж, а английский король получил право быть вассалом при Людовике на территории Гаскони и части Аквитании, а также поддержку Людовика на мятежных английских территориях.
Фактически, данное соглашение означало, что английские короли по-прежнему оставались французскими вассалами (правда, только на территории Франции). Договор не способствовал возникновению дружеских отношений между двумя странами. Некоторые историки даже утверждают, что он явился одной из причин Столетней Войны.